# Segestria croatica
Segestria croatica là một loài nhện trong họ Segestriidae.
Loài này thuộc chi Segestria. Segestria croatica được Carl Ludwig Doleschall miêu tả năm 1852.